# 성전 부정

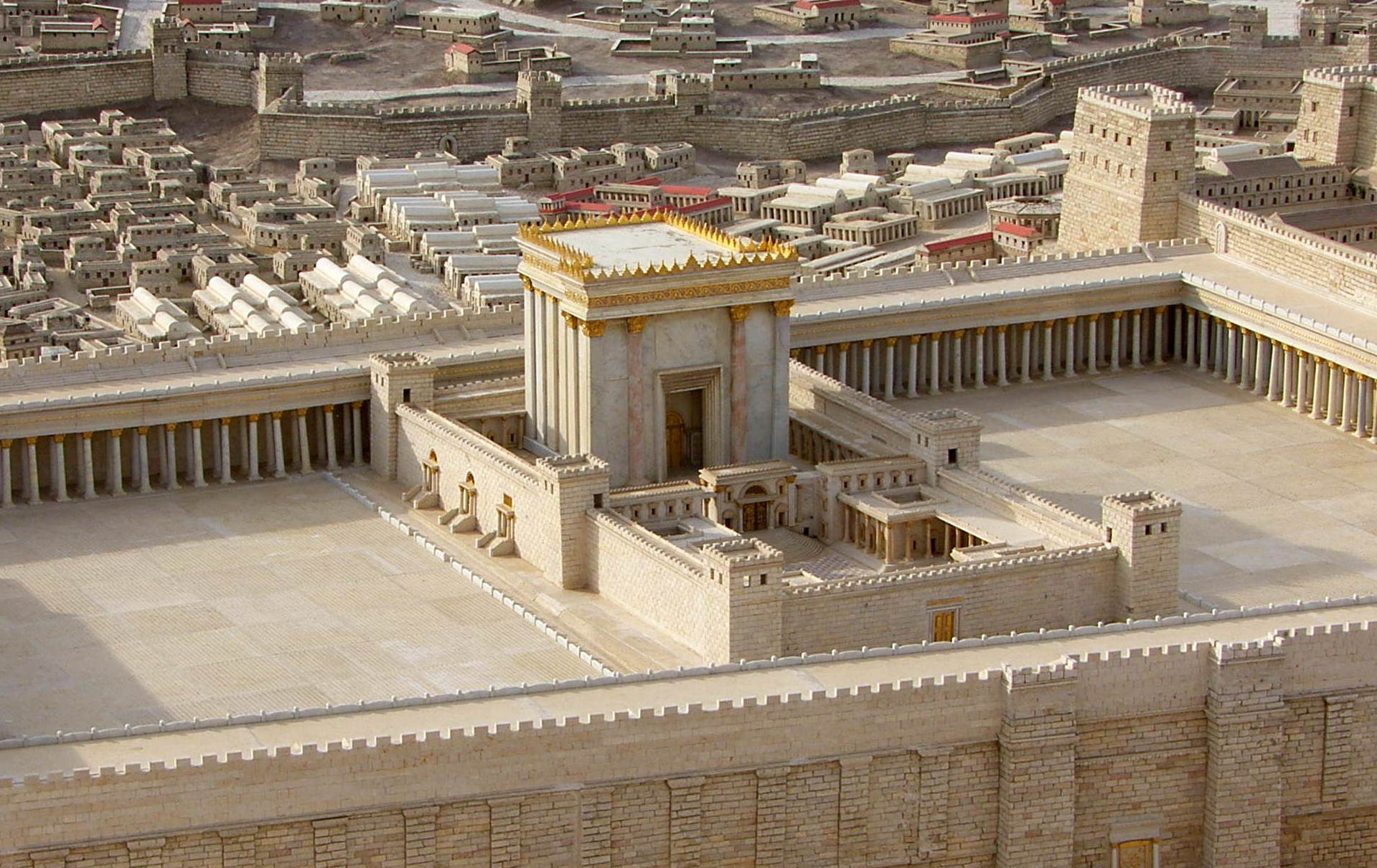
이스라엘 박물관에 있는 제2성전의 모형.

성전 부정은 예루살렘 성전이 존재하지 않았거나, 성전산이 아닌 다른 장소에 건설되었다는 주장으로, 주로 팔레스타인의 정치인이나 종교인이 주장하고 있는 이론이다.
이츠하크 레이터는 이슬람 정권이 성전산의 유대 성전의 존재를 부정하려는 경향이 증가한다고 기술하며, 이를 이슬람 내 성전산과 예루살렘의 지위 향상과, 예루살렘을 아랍 통제 하의 무슬림 도시로 만드려는 시도의 일환이라고 평가하였다. 뉴욕 타임스는 "팔레스타인 지도층에 흔한 성전 부정은 긴 역사가 있다. 1948년 이스라엘이 국가로써 성립되자, 와크프는 안내서에서 솔로몬 왕의 성전에 대한 모든 언급을 삭제하였다. 기존 안내서에서는 솔로몬 왕의 성전이 이 땅에 위치하였다는, '논란의 여지가 없는' 사실을 기술하고 있었다"고 서술하였다." 데이비드 하조니는 이 현상을 홀로코스트 부정에 비유하며, "유대인의 모든 영토 주장을 약화시키는 데 목적이 있는, 지식을 지우려는 활동"이라고 설명하였다.

## 배경
성전산은 유대교 제일의 성지로 여겨진다. 유대 전통과 성경에 따르면, 제1성전은 다윗의 아들인 솔로몬 왕이 기원전 957년 건설하여, 기원전 586년 신바빌로니아 제국에게 파괴되었으며, 제2성전은 기원전 516년  즈루빠벨의 감독 하에 건설하여, 헤로데 1세가 증축하였고, 기원후 70년 로마 제국에게 파괴되었다. 성전산에서 과학적인 발굴이 진행된 적은 없지만, 제2성전의 물리적 증거 다수가 존재하기 때문에, 학자들은 두 성전이 성전산에 존재하였다는 데 동의하고 있다.
무슬림 사이에서는 성전산 광장 전체가 '고귀한 성역'으로써 추앙받으며, 무함마드가 야간 여행을 시작한 장소로 보아, 이슬람에서 세 번째로 신성한 장소로 여기고 있다. 광장에는 661년 예루살렘을 점령한 후, 정통 칼리파와 우마이야 칼리파국 시기 건설한 두 기념비가 있으며, 언덕 중앙에 있는 알아크사 모스크와 바위의 돔은 692년 기존의 유대 성전이 있다고 전해지는 곳에 건설되어, 현재 남아 있는 이슬람교 건축물 중 매우 오래된 편에 속한다.
이슬람교 초기에는 주춧돌을 솔로몬 시기 성전의 위치로 보았으며, 성전산에 바위의 돔을 지은 이유는 이슬람을 유대교와 기독교의 연속으로써 나타내어 미화하기 위해서였다. 당시 무슬림의 쿠란 해석에서는, 이슬람교에서 예언자로 보는, 솔로몬이 지은 성전이 있다가 파괴된 장소가 성전산이 맞다고 보았으며, 성전이 건설된 후에는 예수를 포함한 여러 예언자가 하나의 신을 섬긴 곳으로 사용했었다고 믿었다.
일부 무슬림 학자들은 토라를 이용해 성전의 세부 사항을 밝히려고 하였다. 이슬람교 초기 문헌에 예루살렘의 이름으로 등장하는 베이트 알마크디스(아랍어: بَيْتِ الْمَقْدِس)는 히브리어 벳 하미그다시(히브리어: בית המקדש→거룩한 집)와 어원이 같은데, 이는 히브리어로 예루살렘 성전이라는 뜻이다. 15세기 예루살렘의 역사 기록자 무지르 알딘은 "다윗이 여러 도시를 짓고 이스라엘 민족의 상황이 나아지자, 베이트 알마크디스를 건설하고, 알라가 거룩하게 한 엘리아의 자리에 있는 바위 위에 돔을 짓고 싶어 하였다"라는, 알와스티와 관련한 전통에 관한 글을 남겼다.
이츠하크 레이터는 "20세기 시온주의자와 팔레스타인-아랍 민족주의 간의 다툼을 배경으로 하여, 유대교와 성전산의 관련성을 부정하는 아랍-무슬림 경향성이 나타났다"고 말했다.

## 부정 시도

### 와크프 안내서
영국 팔레스타인 위임통치령 시기인 1925년, 영국이 와크프를 통제하기 위해 설립한, 아민 알 후세이니를 대표로 한 최고 무슬림 회의에서 발간한 안내서에서는 다음과 같은 문구가 있었다.
이 지역은 세계에서 제일 오래된 곳 중 하나이다. 성스러움은 (선사 시대까지) 오래전으로 거슬러 올라간다. 솔로몬 성전과의 정체성은 논란의 여지가 없다. 통념에 따르면, 이 지점은 '다윗이 단을 쌓고 번제와 화목제를 드린' 곳이다. (사무엘하 24:25)

뉴욕 타임스는 1948년 이스라엘국이 설립된 후, 와크프 안내서에서 기존에 '논란의 여지가 없다'고 기술했던, 솔로몬 성전에 대한 언급이 사라졌다고 보도하였다.

### 야세르 아라파트의 언급
데니스 로스에 따르면, 2000년 캠프 데이비드 회담에서 팔레스타인 자치 정부의 당시 수반이었던 야세르 아라파트는 당시 미국 대통령 빌 클린턴에게 "솔로몬의 성전은 예루살렘이 아니라 나블루스에 있었다"고 말했다. 당시 이스라엘의 총리였던 에후드 바라크는 클린턴과 나눈 대화의 기억을 통해, 아라파트가 클린턴에게 "그 곳에는 아무 것도 없다"고 말했다고 언급하였다.
데니스 로스는 2000년 아라파트와 직접 나눈 대화의 내용을 다음과 같이 기록하였다.
우리가 하람에 대한 의견을 나누고 있었으므로, 나는 아라파트가, 유대 전통에서 제일 신성한 장소인, 성전이 예루살렘이 아니라 나블루스에 있었다고 다시 선포할 거라고 예상했다. (중략) 나는 본래 이집트 출신인, 콥트교 출신의 기독교인 가말이 아라파트에게 이스라엘과 예루살렘의 연결점을 불법화하려는 말도 안 되는 시도라고 말해주기기를 원했다. (중략) 마지막으로, 대략 10분 간 독설이 증가한 끝에, 나는 인터뷰에서 이렇게 말했다. "의장님, 당신이 어떻게 생각하는지와 상관 없이, 미국 대통령은 성전이 예루살렘에 있었다는 것을 알고 있습니다. 만약 당신이 존재를 부정하는 것을 대통령이 다시 듣는다면 당신을 진지하게 보지 않을 것입니다. 저는 대통령 앞에서 다시 이 얘기를 꺼내지 말라고 충고드립니다."

2003년 9월 25일, 제2차 인티파다의 결속력을 높이기 위해, 이스라엘 북부의 아랍 지도자들이 라말라의 무가타 구내를 방문했을 때, 아라파트는 이들 앞에서 약 15분 간 알아크사에 대한 강의를 하였으며, 유대 성젼이 예루살렘이 아니라 예멘에 있고, 자신이 예멘에 갔을 때 솔로몬 성전의 위치를 보았다고 주장했다.

### 마흐무드 압바스의 언급
2023년 5월 15일 팔레스타인 자치 정부의 대통령 마흐무드 압바스는 유엔에서의 연설에서, 예루살렘에 있는 알아크사 지구와 유대교 사이에 관계가 있다는 증거는 없고, "그들(이스라엘)은 알아크사 아래를 팠다...모든 곳을 팠으나 아무것도 찾을 수 없었다"고 주장하였다.

### 기타 언급
당시 예루살렘 대무프티였던 이크리마 사브리는 1998년 이스라엘 신문과의 인터뷰에서 "당신네의 성전은 나블루스나 베들레헴에 있었다고 들었다"고 말했으며, 2001년 디 벨트와의 인터뷰에서는 "과거 이 지역에 유대 성전이 존재한 흔적은 조금도 없다. 도시 전체에서 유대 역사를 나타내는 돌 하나조차 없다. (중략) 유대인이 세상을 속이는 것은 예술의 경지다. 이걸로는 우리를 속이지 못한다. 통곡의 벽에 있는 단 하나의 돌이라도 유대 역사와는 관려이 없다. 유대인은 종교적으로나 역사적으로나 벽에 대한 정당한 권리가 없다"고 말했다.
2002년 동예루살렘의 명목상의 시장인 자키 알구울은 암만에서 열린 알쿠드스 회담에서, 솔로몬 왕이 아라비아반도 전체를 지배했으며, 성전을 예루살렘이 아니라 아라비아에 지었다고 주장했다.
2015년 당시 예루살렘 대무프티였던 셰이크 무함마드 아흐마드 후세인은 이스라엘 방송인 채널 2와에서의 인터뷰에서, 성전산에는 유대 성전이 있었던 적이 없으며, '세상이 창조되었을 때부터' 모스크의 자리였다고 말하며, 동시에 "여기가 아담 시대에 천사들이 지은 알아크사 모스크이다"라고 주장하였다.

## 분석
2005년 이츠하크 레이터는 자신의 저서에서 이슬람 정권이 성전산의 유대 성전의 존재를 부정하려는 경향이 증가한다고 기술하며, 이를 이슬람 내 성전산과 예루살렘의 지위 향상과, 예루살렘을 아랍 통제 하의 무슬림 도시로 만드려는 시도의 일환이라고 평가하였다. 레이터는 이 이야기가 '전 세계 이슬람 공동체 대부분의 주류를 반영'하며, '종교 지도자, 정치인, 연구자, 언론인'에 의해 부추겨진다고 주장하였다.
전 주유엔 이스라엘 대사였던 도레 골드는 자신이 쓴 2007년 책에서 처음으로 '성전 부정'이라는 용어를 사용하였다.

## 반응

### 국제 기구
2017년 1월, 새로 선출된 유엔 사무총장 안토니우 구테흐스는 국제 홀로코스트 희생자 추모의 날에서의 연설과 이스라엘 라디오와의 인터뷰에서, 성전산에 한 때 성전이 있었으며, 기원후 70년 예루살렘 공방전에서 파괴되었다고 분명하게 언급하였다. 팔레스타인 해방기구의 관계자들은 구테흐스가 주장을 철회하고 팔레스타인인에게 사과할 것을 요구했으나, 구테흐스는 반대로 성전산에 예루살렘 성전이 존재했다고 직접 말하였으며, 팔레스타인 해방기구는 구테흐스가 '모든 법적, 외교적, 인도적 관습'을 위반하고, 사무총장으로서의 권리를 과도하게 행사한다고 비판하였다.

### 정부
프랑스의 총리 장 카스텍스는 에마뉘엘 마크롱을 대변하여 한 연설에서 다음과 같이 말하였다.
저는 예루살렘에 대한 유엔 결의안이 성전산에서 유대인 집합을 의도적이자 모든 증거에 반하게 제거하는 것에 대해 우려합니다. 여러분은 제가 대통령이 되기 전과, 대통령이 된 후 여러 번 예루살렘에 갔다는 점에서, 제가 예루살렘에 가지는 애착을 아실 겁니다. 예루살렘은 유대인의 영원한 수도입니다. 저는 이를 말하기를 멈춘 적이 없습니다. 하지만 이는 다른 종교가 이 도시에 가지는 애착을 인정하고 존중하는 것을 제외하는 것은 아니며, 제가 2020년 구시가를 거닐며 성지를 하나씩 방문한 것도 이러한 정신에서입니다.

### 기타 이슬람 관계자
이슬람 학계 전체가 성전 부정을 받아들이는 것은 아니다. 이탈리아 무슬림 집회의 회장인 압둘 하디 팔라치는, 쿠란을 인용하여 "가장 권위 있는 이슬람 출처가 성전을 확인한다"며, 유대교와 성전산의 연결을 지지하였다. 또한 팔라치는, 예루살렘이 기존에 유대교에서 신성히 여겼다는 점에 더해, 이슬람의 성인인 여러 예언자와 다윗과 솔로몬의 고향이라는 점에 따라 이슬람교에서도 예루살렘을 신성히 여긴다고 덧붙이며, 쿠란이 "예루살렘이 유대인에게, 메카가 무슬림에게 하는 역할과 같은 역할을 한다는 것을 인정한다"고 주장하였다. 또한, 초기 이슬람 문학과 조각상에서도 '가장 먼 모스크'라는 용어로써 성전의 존재 자체는 인정하고 있다고 덧붙였다.

### 언론
2015년 10월, 뉴욕 타임스는 다음과 같은 기사를 출판하였다.
여러 책과 학술지가 확실하게 답하지 못한 질문은 바로, 이슬람의 신성한 바위의 돔과 알아크사 모스크가 있는 37 에이커(15 헥타르)의 땅이, 오래 전에 사라진, 하나는 다른 하나의 잔해 위에 지어진, 고대의 유대 성전 둘이 있던 위치인지라는 것이다.

뉴욕 타임스는 며칠 후 피드백을 반영해, '위치인지'라는 문구를 '정확한 위치인지'로 변경하였으며, 몇 주 후에는 다시 이슬람 와크프가 성전산을 통제한 시기를 1967년에서 1187년으로 고쳤다.

## 같이 보기
- 반시온주의
- 역사적 성경해석